# Alexandru Vlahuță (Vaslui)
Alexandru Vlahuță es una comuna ubicada en el distrito de Vaslui, Rumania.

## Superficie
Posee una superficie de 60,31 kilómetros cuadrados.

## Demografía
Hasta 2021 la población era de 1333 habitantes, con una densidad de población de 22,10 habitantes por kilómetro cuadrado.